# 斯塔爾茨 (密蘇里州)
斯塔爾茨（英語：Stultz）是位於美國密蘇里州德克薩斯縣的非建制地區。

## 歷史
斯塔爾茨的郵局於1887年設立，其後於1941年停運。

## 地理
斯塔爾茨所處的海拔為高於海平面370米（即1214英呎），而該地所採用的時區為UTC-6，即北美中部時區（CST）。同時該地設有夏令時間，為UTC-6調快一小時，即UTC-5（CDT）。